# Binodoxys rubicola
Binodoxys rubicola är en stekelart som först beskrevs av Shuja-uddin 1973.  Binodoxys rubicola ingår i släktet Binodoxys och familjen bracksteklar. Inga underarter finns listade.